# Jefferson County (Missouri)
Jefferson County is een county in de Amerikaanse staat Missouri.
De county heeft een landoppervlakte van 1.701 km² en telt 198.099 inwoners (volkstelling 2000). De hoofdplaats is Hillsboro.